# 1968 au cinéma
| Années du cinéma : 1965 - 1966 - 1967 - 1968 - 1969 - 1970 - 1971    |
| Décennies du cinéma : 1930 - 1940 - 1950 - 1960 - 1970 - 1980 - 1990 |

Cet article présente les faits marquants de l'année 1968 au cinéma.

## Événements
- L'actualité cinématographique de cette année est particulièrement marquée en France par ce qu'on a appelé « l'affaire Langlois », qui va se trouver liée aux évènements de mai 68.
  - L'affaire débute le 9 février lorsque le conseil d'administration de la Cinémathèque françaiseélit Pierre Barbin en remplacement d'Henri Langlois à la direction artistique et technique. Pierre Barbin, ancien responsable des festivals de Tours et d'Annecy, est soupçonné d'être piloté par l'État pour évincer Henri Langlois, figure emblématique de la mémoire cinématographique. Or, la Cinémathèque est certes financée en grande partie par l'état mais demeure une association indépendante.
  - Cette nouvelle enflamme aussitôt le milieu cinématographique. Un Comité de Défense de la Cinémathèque, composés entre autres de François Truffaut et Jean Renoir, alliés à plusieurs associations et personnalités, dénonce la manœuvre. Le 14 février, une manifestation est organisée près du Palais de Chaillot, brutalement réprimée par une intervention policière. Une autre, le 18 mars, rue de Courcelles, à l'occasion de laquelle Jean-Pierre Léaud lit une déclaration du Comité de Défense de la Cinémathèque, se conclut de la même façon. Les manifestations se poursuivent, notamment à Grenoble, le 21 mars où, lors d'un meeting, Pierre Mendès France apporte son soutien au comité.
  - 22 avril : Face à la pression, Henri Langlois est finalement réintégré mais l'évènement a suffisamment échauffé les esprits pour qu'on en trouve l'écho durant le mois de mai.
  - Le 13 mai, par solidarité avec le mouvement parisien, des étudiants envahissent le festival de Cannes et en font le siège, empêchant les projections [1],[2]. Le 18 mai, plusieurs personnalités dont François Truffaut, Jean-Luc Godard, Claude Lelouch, Claude Berri, Jean-Pierre Léaud qui se sont activement impliqués dans l'affaire Langlois, se font les relais de la contestation étudiante. Le palais des festivals est l'objet d'une assemblée permanente. Monica Vitti, Louis Malle et Roman Polanski démissionnent du jury tandis qu'Alain Resnais et Carlos Saura décident de retirer leur film de la compétition. Le 19 mai, les organisateurs ferment le festival. Aucun prix ne sera décerné.
- 19 février : La Fédération Internationale des Associations de Producteurs de Films (FIAPF) constate, notamment en France et en Italie, une taxation abusive de l'exploitation cinématographique et s'engage à faire en sorte que les œuvres cinématographiques soient considérées, à l'instar des livres, comme des produits culturels, exemptés des droits de douane. Elle s'insurge également contre un projet de dépôt légal.
- 27 février : Suppression de l'intégration de la taxe spéciale additionnelle au prix des places. Les tarifs d'entrées faisant l'objet d'un blocage, les salles pourront augmenter d'autant leurs marges.
- 1er mars : La Fédération Nationale des Cinémas Français proteste une nouvelle fois contre le blocage du prix des places.
- 10 avril : Cérémonie des Oscars pour 1967. Celui du meilleur film est attribué à Dans la chaleur de la nuit. Meilleur réalisateur : Mike Nichols pour The Graduate. Meilleur acteur: Rod Steiger pour Dans la chaleur de la nuit. Meilleure actrice : Katharine Hepburn pour Devine qui vient dîner ?. Meilleur second rôle masculin: George Kennedy pour Cool Hand Luke. Meilleur second rôle féminin: Estelle Parsons pour Bonnie and Clyde.
- 4 septembre : Projection du film de Pier Paolo Pasolini, Théorème (Silvana Mangano, Terence Stamp, Anne Wiazemsky) au Festival de Venise. Le film sort à Rome le 7 septembre ; les copies sont mises sous séquestre le 13 sur décision du procureur de la République de Rome, le jour où L'Osservatore Romano, l’organe de presse officiel du Vatican juge le film « négatif et dangereux ».
- 10 octobre : Au Festival de Locarno, l'Union soviétique, la RDA et la Hongrie ne sont pas représentées à la demande de l'un des jurés, à la suite de l'occupation de la Tchécoslovaquie.
- Aux États-Unis, la Motion Picture Association of America (MPAA) adopte le 1er novembre une classification des œuvres, destinée à protéger le public mineur : Film tout public ("G"), avec accompagnement parental ("PG"), film interdit aux moins de 13 ans ("PG-13"), film interdit aux moins de 17 ans sauf accompagnement parental ("R"), film interdit aux moins de 17 ans ("NC-17"). Ce sont les producteurs eux-mêmes qui procèderont à la classification car il n'existe pas aux États-Unis de Commission fédérale de censure.
- L'UNESCO adopte à l'unanimité le 20 novembre une résolution préconisant la libre circulation des œuvres cinématographiques à l'image du livre.
- 20 novembre : Le Kenya nationalise l'ensemble de sa production et distribution cinématographique.
- 6 décembre: Plusieurs salles parisiennes du circuit Gaumont retirent subitement de l'affiche le film La Grande Lessive (!) de Jean-Pierre Mocky pour le remplacer par le western Shalako d'Edward Dmytryk. L'affaire est aussitôt déférée devant le tribunal qui ordonne le 11 décembre puis le 16 décembre au réseau Gaumont de remettre le film en exploitation conformément au contrat signé qui prévoyait un seuil minimal d'entrées à atteindre. Le distributeur refuse cependant d'entendre raison et fait appel.
- Une copie papier de Sherlock Holmes Baffled, film muet américain d'une durée de trente secondes, réalisé par Arthur Marvin et produit par l'American Mutoscope and Biograph Company, sorti en 1900, considéré comme le premier film connu à ce jour à mettre en scène Sherlock Holmes, qui était visible en Mutoscope et était présumé perdu est retrouvée à la Library of Congress et transférée en 16 mm.

## Principales sorties en salles enFrance
- 13 février : Le Bal des vampires (The Fearless Vampire Killers) de Roman Polanski
- 8 mars : Le Bon, la Brute et le Truand (Il Buono, il Brutto, il Cattivo) de Sergio Leone
- 17 avril : La mariée était en noir de François Truffaut (Jeanne Moreau, Jean-Claude Brialy).
- 26 avril : Je t'aime, je t'aime, d'Alain Resnais.
- 5 septembre :  Baisers volés de François Truffaut (Jean-Pierre Léaud, Claude Jade). L’éducation sentimentale de l’après-Mai.
- 7 septembre : Le Gendarme se marie de Jean Girault avec Louis de Funès, Claude Gensac.
- 25 septembre : Roméo et Juliette de Franco Zeffirelli
- 27 septembre : 2001, l'Odyssée de l'espace (2001: A Space Odyssey) de Stanley Kubrick transforme le cinéma de science-fiction (sortie le 4 avril à New York).

- 17 octobre : Rosemary's Baby de Roman Polanski
- 17 octobre : Bullit de Peter Yates
- 1er décembre : Le Livre de la jungle (The Jungle Book) de Wolfgang Reitherman (production Disney)

## Principaux films de l'année
- 29 mars, États-Unis : Police sur la ville (Madigan) de Don Siegel
- 3 avril, États-Unis : 2001, l'Odyssée de l'espace de Stanley Kubrick
- avril : Blake Edwards, The Party. Peter Sellers.
- avril : Franklin Schaffner, La Planète des singes.
- mai : Frank Perry, The Swimmer.
- mai : Miloš Forman, Au feu, les pompiers !.
- mai : Marc'O, Les Idoles.
- juin : Roman Polanski, Rosemary's Baby. Mia Farrow, John Cassavetes
- juin : Claude Lelouch, Treize jours en France
- juin : Marco Bellocchio, La Chine est proche
- juin : Robert Kramer, The Edge
- juin : Monte Hellman, The Shooting (La Mort tragique de Leland Drum), sorti en 1966.
- juillet : Jean Herman, Adieu l'ami
- 28 août, Royaume-Uni : L'Odyssée du cosmos de David Lane
- septembre : François Truffaut, Baisers volés
- septembre : Michel Cournot, Les Gauloises bleues.
- septembre : Jerry Lewis, Te casse pas la tête Jerry
- septembre : Miklós Jancsó Rouges et blancs
- septembre : Vilgot Sjöman, Elle veut tout savoir
- septembre : J. Nemec, La Fêtes et les invités.
- 1er octobre : Jean-Pierre Bastid, Massacre pour une orgie
- octobre : Pier Paolo Pasolini, Œdipe Roi
- octobre : Norman Jewison, L'Affaire Thomas Crown
- 2 octobre : John Berry, À tout casser
- octobre : Robert Lapoujade, Le Socrate
- octobre : Yasuzō Masumura, La Chatte japonaise
- octobre : Jean Pierre Lefebvre, Il ne faut pas mourir pour ça.
- novembre : Roger Vadim, Barbarella
- novembre : Alain Cavalier, La Chamade
- novembre : Pierre Perrault, Le Règne du jour
- Partner, film de Bernardo Bertolucci.
- Le Mandat, film de Ousmane Sembène (Sénégal).

## Festivals

### Festival de Cannes
Parallèlement aux évènements de mai 68 se déroulant dans les rues de Paris, le festival de Cannes s'ouvre le 10 mai pour s'interrompre le 19 alors que seuls huit films (sur vingt-quatre) de la sélection officielle ont été projetés, cela sous la pression d'un petit groupe de réalisateurs dont Jean-Luc Godard et François Truffaut, et alors que plusieurs membres du jury, dont Roman Polanski ont démissionné. Aucun prix ne sera décerné cette année.

### Autres festivals
- Mostra de Venise :
  - Lion d'or : Les Artistes sous les chapiteaux : Perplexes (Die Artisten in der Zirkuskuppel: Ratlos) d'Alexander Kluge
  - Prix spécial du jury : Notre-Dame des Turcs (Nostra signora dei turchi) de Carmelo Bene et Le Socrate de Robert Lapoujade
  - Coupe Volpi d'interprétation féminine : Laura Betti pour Théorème (Teorema) de Pier Paolo Pasolini
  - Coupe Volpi d'interprétation masculine : John Marley pour Faces de John Cassavetes
- Festival de Berlin : L'Ours d'or du meilleur film est attribué à Am-Stram-Gram (Ole Dole Doff) de Jan Troell
- Festival international du film de Karlovy Vary : Grand prix à Un été capricieux (Rozmarne leto) de Jiří Menzel

## Récompenses

### Oscars
- Meilleur film : Oliver ! de Carol Reed
- Meilleur réalisateur : Carol Reed pour Oliver !
- Meilleure actrice : ex æquo, Katharine Hepburn pour Le Lion en hiver (The Lion in Winter) d'Anthony Harvey et Barbra Streisand pour Funny Girl de William Wyler
- Meilleur acteur : Cliff Robertson pour Charly
- Meilleur film étranger : Guerre et Paix (Voyna i mir) de Sergueï Bondartchouk

### Festival de Cannes
En raison de l'annulation du Festival aucun prix n'est décerné,,,.

### Autres récompenses
- Prix Louis-Delluc : Baisers volés de François Truffaut
- Prix Jean-Vigo : O Salto de Christian de Chalonge
- Golden Globes : Dans la chaleur de la nuit (In the Heat Of the Night) de Norman Jewison (Meilleur film dramatique) ; Le Lauréat (The Graduate) de Mike Nichols (Meilleure comédie) ; Vivre pour vivre de Claude Lelouch (Meilleur film en langue étrangère)

## Box-Office
- France :

1. Le Livre de la jungle (The Jungle Book) de Wolfgang Reitherman (production Disney)
2. Le Gendarme se marie de Jean Girault
3. Le Bon, la Brute et le Truand (Il Buono, il Brutto, il Cattivo) de Sergio Leone
4. Le Petit Baigneur de Robert Dhéry
5. Helga, de la vie intime d'une jeune femme (Helga, Vom Werden des menschlichen Lebens) d'Erich F. Bender

- États-Unis :

1. Funny Girl de William Wyler
2. 2001, l'Odyssée de l'espace (2001: A Space Odyssey) de Stanley Kubrick
3. Drôle de couple (The Odd Couple) de Gene Saks
4. Bullitt de Peter Yates
5. Roméo et Juliette (Romeo and Juliet) de Franco Zeffirelli

(sources : CBO Box-Office )

## Principales naissances
- 2 janvier : Cuba Gooding Jr.
- 9 janvier : Frédéric Fonteyne
- 17 janvier : Mathilde Seigner
- 20 janvier : Chris Miller
- 29 janvier : Edward Burns
- 12 février : Josh Brolin
- 18 février : Molly Ringwald
- 25 février : Sandrine Kiberlain
- 28 février : Dean Brisson
- 2 mars : Daniel Craig
- 4 mars : Patsy Kensit
- 12 mars : Aaron Eckhart
- 21 mars : Jaye Davidson
- 8 avril : Patricia Arquette
- 13 avril : Jeanne Balibar
- 19 avril : Ashley Judd
- 3 mai : Amy Ryan
- 20 mai : Timothy Olyphant
- 31 mai : Christopher McQuarrie
- 10 juin : Boris Rehlinger
- 25 juin : Pierre-François Martin-Laval
- 27 juin : Pascale Bussières
- 7 juillet : Jorja Fox
- 11 juillet : Conrad Vernon
- 27 juillet : 
  - Cliff Curtis
  - Julian McMahon († 2 juillet 2025)
- 30 juillet : Shawn Levy
- 9 août : 
  - Gillian Anderson
  - Eric Bana
- 11 août : Sophie Okonedo
- 16 août : Clovis Cornillac
- 28 août : Billy Boyd
- 4 septembre : Natacha Amal
- 10 septembre : Guy Ritchie
- 20 septembre : Chad Stahelski
- 25 septembre : Will Smith
- 28 septembre : Naomi Watts
- 29 septembre : Luke Goss
- 9 octobre : Pete Docter
- 12 octobre : Hugh Jackman
- 16 octobre : Elsa Zylberstein
- 5 novembre :  Sam Rockwell
- 18 novembre : Owen Wilson
- 2 décembre : Lucy Liu
- 18 décembre : Rachel Griffiths

## Principaux décès
- 4 janvier : Jean Murat, acteur
- 18 janvier : Bert Wheeler, acteur américain
- 3 mars : Harry Fischbeck, directeur de la photographie
- 20 février : Anthony Asquith, réalisateur et scénariste
- 17 mars : Harry d'Abbadie d'Arrast, réalisateur d'origine argentine
- 20 mars : Carl Theodor Dreyer, réalisateur
- 21 mai : Lucien Baroux, acteur français
- 13 juin : Armand Bernard, acteur français
- 31 août : Dennis O'Keefe, acteur américain
- 7 septembre : suicide de Michèle Firk, 31 ans, critique à Positif, dans un petit pavillon d’un quartier populaire de Ciudad Guatemala, alors qu’elle allait être arrêtée par l’armée guatemaltèque. Le 28 août, elle a fait partie d’un commando des FAR (Forces armées rebelles) qui a tendu une embuscade à Guatemala City contre la voiture de John Gordon Mein, ambassadeur des États-Unis, qui est assassiné[8].
- 30 octobre : Ramón Novarro, acteur mexicain
- 9 novembre : Mireille Balin, actrice française
- 12 décembre: Tallulah Bankhead, actrice
- 14 décembre : Albert Riéra, interprète, scénariste et assistant réalisateur